# Książka ze znakami języka migowego
Książka ze znakami języka migowego – wydawnictwo książkowe, w którym tekst przedstawiony zostaje za pomocą języka fonicznego oraz migowego, który służy do porozumiewania się osób niesłyszących.